# Renaud Verley
Renaud Verley (* 9. November 1945 in Lille) ist ein französischer Film- und Theaterschauspieler.

## Leben und Karriere
1965 stand er erstmals in einer kleinen Nebenrolle in der Komödie 100 Millionen im Eimer vor der Kamera. Seine wahrscheinlich bekanntesten Rollen spielte er als Telemachos in Franco Rossis mehrteiligem Fernsehfilm Die Odyssee (1968) sowie als idealistischer, aber von dem Nationalsozialismus gepeinigter Unternehmerssohn Günther von Essenbeck in Luchino Viscontis Filmklassiker Die Verdammten (1969). Verley wurde während dieser Zeit meistens im Rollenfach des freundlichen jungen Mannes eingesetzt, eine Abkehr davon bildete der Horrorthriller Ein Toter lacht als letzter von 1973, wo seine Figur an seiner bösartigen Familie blutige Rache nimmt. Zeitweise erreichte er größere Popularität in seinem Heimatland und war dort Hauptdarsteller einer Reihe von Teenager-Filmen.
Ab Mitte der 1970er-Jahre ließen die Film- und Fernsehangebote für Verley deutlich nach, woraufhin er sich vermehrt der Theaterarbeit zuwandte. Zuletzt stand er im Jahr 2003 für eine französische Fernsehserie vor der Kamera. Sein älterer Bruder Bernard Verley ist ebenfalls als Schauspieler tätig.

## Filmografie (Auswahl)
- 1965: 100 Millionen im Eimer (Cent briques et des tuiles)
- 1965: Die Versuchung heißt Jenny (Los pianos mecánicos)
- 1968: Die Odyssee (L'Odissea; Fernsehfilm)
- 1968: Nachhilfestunden (La leçon particulière)
- 1969: Die Verdammten (La caduta degli dei)
- 1969: Im Jahre des Herrn (Nell‘anno del signore)
- 1970: Du soleil plein les yeux
- 1973: Ein Toter lacht als letzter (La campana del infierno)
- 1973: Das Mädchen aus der roten Mühle (La chica del Molino Rojo)
- 1974: Die Verdächtigen (Les Suspects)
- 1981: Eine schwarze Robe für den Mörder (Une robe noire pour un tueur)
- 1984: Das Blut der Anderen (Le sang des autres)
- 1996: L'enfant du secret (Fernsehfilm)
- 2003: Le bleu de l'océan (Fernseh-Miniserie, 5. Folge)